# Quercus iltisii
Quercus iltisii är en bokväxtart som beskrevs av L.M.González. Quercus iltisii ingår i släktet ekar, och familjen bokväxter. Inga underarter finns listade.